# SITEL
SITEL es un sistema de escuchas telefónicas del Ministerio de Interior de España utilizado por la Policía Nacional y la Guardia Civil que comparte los equipos electrónicos con el Centro Nacional de Inteligencia. También es conocido como Sistema Integrado de Interceptación de Telecomunicaciones, Sistema Integrado de Interceptación Legal de Telecomunicaciones y Sistema Integral de Interceptación de las Comunicaciones Electrónicas.
El sistema se hizo público por primera vez en 2001, cuando el Ministerio de Interior anunció una dotación de 300.000.000 pesetas (1.803.030 euros) para SITEL.
En 2007, el Gobierno concedió un contrato a Fujitsu España Services por 854.400€ para gestionar el centro de SITEL del Cuerpo Nacional de Policía, ubicado en el Complejo Policial de Canillas. Según RTVE, el desarrollo del sistema fue encargado a la compañía danesa ETI A/S por 9.825.975€.
Entre las referencias en sumarios de procesos judiciales al uso de SITEL, se encuentra la operación contra Anonymous efectuada en España.
El proceso legal de interceptación se lleva a cabo a partir de la solicitud que un agente de Policía Judicial, en el curso de la investigación de un delito grave,  realiza al Juzgado de Instrucción de Guardia, la solicitud debe estar motivada y explicar las razones de la solicitud de interceptación. El juez de Instrucción examina la solicitud y si la encuentra ajustada a derecho procede a la apertura de diligencias previas y dentro de estas acuerda por Auto motivado la interceptación solicitada. Este Auto es escaneado por el Agente solicitante y, en el caso de la Guardia Civil, a través de la intranet corporativa accede al sistema 'GAITA' por el que transmite la solicitud y la copia escaneada del Auto a la central donde se encuentra el agente facultado. Éste, revisa la base de datos 'GAITA' y reenvía a la compañía operadora, a través de un canal seguro administrativo los datos de la interceptación adjuntando la copia del Auto. La persona legalmente autorizada de la compañía operadora examina la petición y procede a efectuar físicamente la interceptación y a comunicar, por el canal administrativo, al agente facultado que la interceptación está realizada.[cita requerida]